# Dedikation (bok)
Dedikation är en diktsamling av Gunnar Ekelöf utgiven 1934.
Dikterna var inspirerade av franska författare som Arthur Rimbaud och diktare inom surrealismen. Boken fick vid sin utgivning ett bättre mottagande än debuten sent på jorden, men Ekelöf tog senare avstånd från denna fas i sin diktning och inflytandet från surrealismen.